# Miriam Reyes
Miriam Reyes   (Ourense, 1974) és una poeta gallega. Va estudiar Lletres a la Universitat Central de Veneçuela. Va treballar com a professora de Castellà i de Literatura fins que va decidir anar-se'n de Veneçuela el 1996. Resideix a Espanya des del 2000. La primavera del 2001 va publicar el seu primer poemari, Espejo negro, publicat en edició bilingüe espanyol-italià amb el nom de Terra e sangue (2003). El seu segon llibre de poemes, Bella durmiente (2004), va ser finalista del XIX Premio de Poesía Hiperión. Els seus poemes han estat inclosos en les antologies Feroces. Radicales marginales y heterodoxos en la última poesía española (1998), Mujeres de carne y verso. Antología poética femenina en lengua española del siglo XX (2001), Poetas en tiempo de guerra (2003), Ilimitada voz. Antología de poetas españolas (1940-2002), publicat el 2003, i 25 poetas españoles jóvenes (2003). Ha estat dues vegades finalista del premi Tívoli Europa, els anys 1998 i 2002.

## Obra poética
- Espejo negro. Barcelona: DVD, 2001
- Bella durmiente. Madrid: Hiperión, 2004
- Desalojos. Madrid: Hiperión, 2008
- Haz lo que te digo. Madrid: Barleby, 2005
- Prensado en frío. Oviedo: Malasangre, 2015
- Sardiña. Santiago de Compostela: Chan da pólvora, 2018